# 江馬輝盛
江馬 輝盛（えま てるもり）は、戦国時代から安土桃山時代にかけての武将。飛騨国の国人・江馬氏の一族。飛騨高原諏訪城主。

## 生涯
天文4年（1535年）または天文17年（1548年）に生まれる。父は江馬時盛とする説があるが、これを否定する説もある。諱の｢輝｣の字は、室町幕府13代将軍・足利義輝より偏諱の授与を受けたものとされる。
飛騨国衆の争いは、越後国の上杉謙信と甲斐国の武田信玄との間で、信濃国北部の川中島四郡をめぐる川中島の戦いと相関して進行した。輝盛は永禄7年（1564年）に三木嗣頼・自綱と共に上杉方に属したのに対し、一方の江馬時盛は武田氏の支援を得て輝盛・三木氏に優越した。これにより、輝盛も武田氏に帰属する。同年、武田氏による越中国侵攻での椎名氏攻めで戦功を挙げ、越中新川郡中地山城が輝盛に与えられた。その後、椎名康胤も武田氏に降っている。しかし、康胤は元亀2年（1571年）に松倉城の戦いで上杉謙信に敗れ、松倉城には上杉重臣の河田長親が入り、江馬氏と上杉氏は所領を接することとなった。
元亀4年（1573年）4月に武田信玄が死去すると、輝盛はこれを察知して家臣の河上富信を通じて上杉氏（河田長親）に信玄の死を伝えた。しかし、その書状で上杉氏に侘びを入れており、武田氏との両属状態に留まっていた様である。
また、天正3年（1575年）6月には、再度上杉氏に侘びているが、翌天正4年（1576年）に上杉謙信の飛騨討伐を受けて、三木氏とともに降伏した。
天正6年（1578年）7月16日、先代の江馬時盛を殺害する。時盛が武田家に人質に出していた弟の江馬信盛を当主に据えようとしたためとされる。

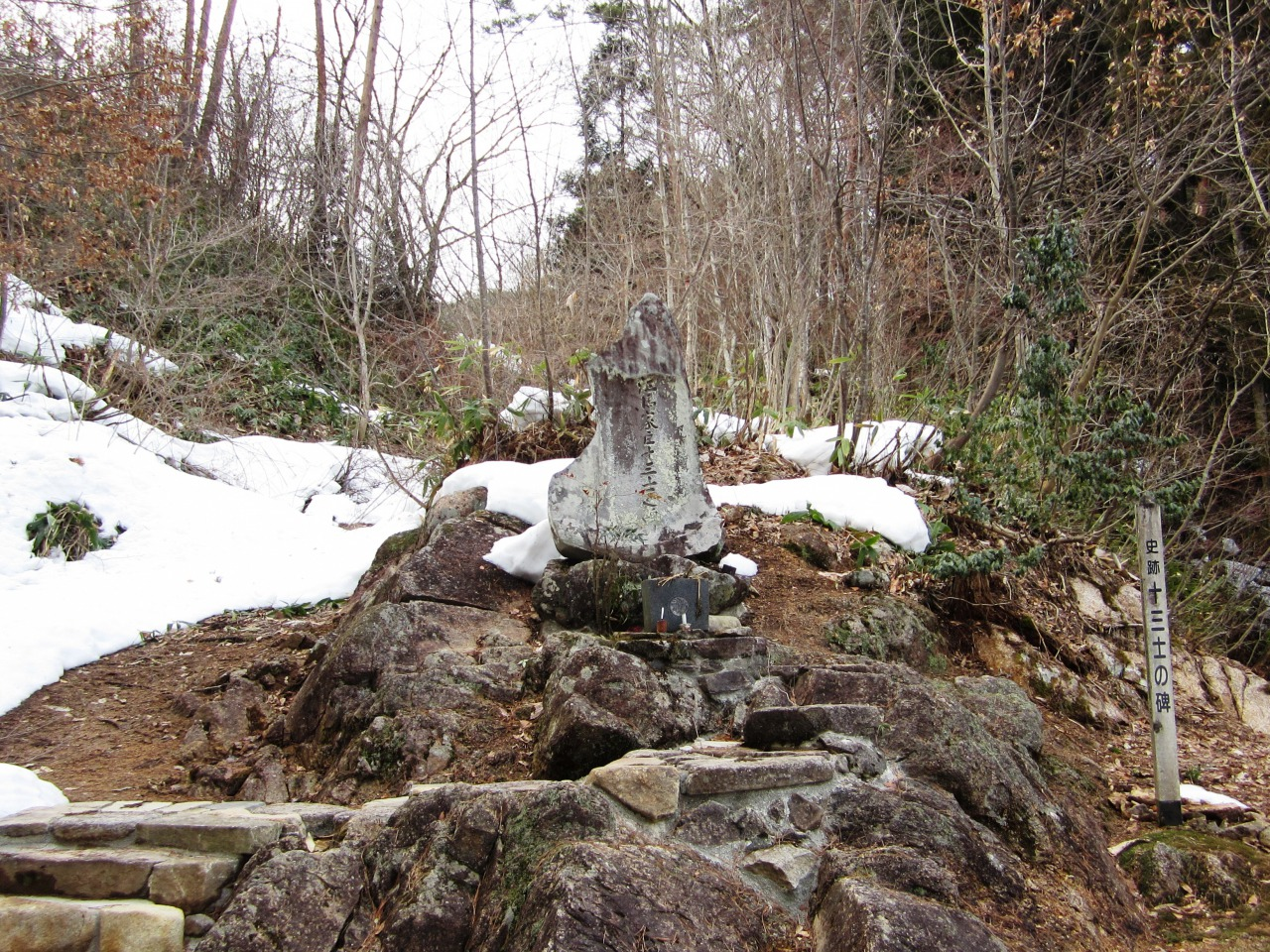
十三墓峠の十三士の碑

天正10年（1582年）3月、甲州征伐により武田氏が滅亡すると、織田信長に臣従する。
天正10年（1582年）6月、本能寺の変により信長が横死すると、10月に三木自綱と飛騨の覇権をめぐって争うも、八日町の戦いで敗れて討死し、高原諏訪城も陥落した。没年は48歳と伝わる。
残った江馬氏の家臣13名は主君・輝盛の後を追って大坂峠で自害、地元民に葬られた。現在はこの大坂峠を地元では「十三墓峠」と呼び、「十三士の碑」が建てられている。
なお、後継者とみられる時政などの活動が史料より明らかとなっている。